# ديرك بولدر
ديرك بولدر (بالهولندية: Dirk Polder)‏ (و. 1919 – 2001 م) هو فيزيائي من مملكة الأراضي المنخفضة . ولد في لاهاي .
وكان عضواً في الأكاديمية الملكية الهولندية للفنون والعلوم .

## التعليم
تعلم في جامعة ليدن

## مناصب وهيئات
أدار جامعة دلفت للتكنولوجيا.